# La vita è una cosa meravigliosa
La vita è una cosa meravigliosa è un film commedia del 2010, diretto da Carlo Vanzina. Il titolo del film è un evidente riferimento al capolavoro di Frank Capra La vita è meravigliosa. 

## Trama
Cesare è un poliziotto che si occupa di intercettazioni e lavora spiando le vite degli altri, ed è fidanzato con Dorina, una giovane donna rumena. Antonio è il presidente di un importante gruppo bancario, è sposato con Federica, una casalinga che si atteggia a nobildonna, e ha una figlia di nome Vanessa. Claudio, amico di Antonio, è un chirurgo che lavora nella clinica del prof. Terenzi, sposato con Elena e con un figlio di nome Luca. Laura è una giovane massaggiatrice precaria che viene a casa di Antonio a fare i massaggi a Federica. Marco, amico di Cesare, è un elettricista innamorato di Vanessa.
Queste storie iniziano tutte male. Cesare scopre che Dorina fa la escort con Terenzi e la lascia. Successivamente, durante un'intercettazione ambientale in casa di Antonio, si innamora di Laura, che sta attraversando un periodo difficile a causa di una serie di delusioni sentimentali, e la corteggia, senza però dirle che fa il poliziotto per non mandare in fumo l'indagine che sta seguendo; le cose sembrano andar bene, ma quando la ragazza scopre tutto, lo lascia. Antonio è ricattato dai politici e in particolare da Terenzi, che gli chiedono con insistenza fondi neri per finanziare i loro impicci, finendo per essere arrestato. Luca è un grandissimo scansafatiche che reca un sacco di preoccupazioni ai genitori. Sua madre Elena soffre di una gelosia maniacale e, dopo aver consultato un cartomante, si mette in testa che Claudio la tradisca. Vanessa è una ragazza viziata che si convince che Marco, venuto a casa sua per fare dei lavori, le abbia rubato l'orologio dei suoi 18 anni, e lo denuncia alla polizia, facendolo ingiustamente arrestare. Anche se diversi imprevisti sono dietro l'angolo per tutti.

## Distribuzione
Il film è uscito nelle sale Italiane il 2 aprile 2010.